# Fairey Albacore
Il Fairey Albacore era un bombardiere-aerosilurante biplano prodotto dall'azienda britannica Fairey Aviation Company Limited tra il 1939 ed il 1943 ed utilizzato principalmente dalla Fleet Air Arm, la componente aerea della Royal Navy, durante la seconda guerra mondiale.
Prodotto in 800 esemplari derivava dal precedente pari ruolo Swordfish, del quale ricalcava le caratteristiche principali a fronte di miglioramenti tecnici generali, tra i quali il più palese era quello di ricorrere ad una motorizzazione più potente ed un abitacolo chiuso. Nonostante il progetto più recente, a causa della minore manovrabilità rispetto al predecessore non riuscì mai a rimpiazzare del tutto lo Swordfish.

## Storia del progetto
Nel 1936 l'Air Ministry, il ministero che nel Regno Unito era responsabile dell'aviazione militare, emise una specifica identificata come Specification S.41/36 per la fornitura di un nuovo modello triposto TSR (torpedo/spotter/reconnaissance, ovvero aerosilurante e ricognitore) per sostituire il precedente Swordfish nei reparti della Fleet Air Arm (FAA).
Il progetto venne nuovamente affidato al capoprogettista della Fairey Marcel Lobelle che disegnò un modello attingendo all'esperienza dello Swordfish affinandolo aerodinamicamente, equipaggiandolo con un più potente motore e, a differenza dello Swordfish, fornendogli piena capacità di bombardamento in picchiata grazie ad un irrobustimento generale della cellula che gli avrebbe permesso di raggiungere una velocità di picchiata di 250 kt (400 km/h) IAS con flap estratti con un carico bellico subalare pari a 4 bombe da 500 lb ciascuna. Al nuovo modello, identificato dall'azienda Albacore, venne assegnata la nuova designazione di TBR (torpedo/bomber/reconnaissance, aerosilurante, bombardiere, ricognitore). Dotato di cabina di pilotaggio chiusa e riscaldata era equipaggiato anche con una scialuppa che in caso di ammaraggio forzato veniva automaticamente espulsa per facilitare le operazioni di salvataggio del proprio equipaggio.
Il primo dei due prototipi venne portato in volo per la prima volta il 12 dicembre 1938 e la produzione in serie del primo blocco di 98 unità prese l'avvio nel 1939. I primi esemplari vennero equipaggiato con un motore Bristol Taurus II sostituito nei velivoli successivi dal più potente Taurus XII. Le prestazioni fornite dall'Albacore motorizzato Taurus II durante la serie di prove effettuate nel febbraio 1940 presso il MoD Boscombe Down, rivelarono una velocità massima di 160 mph (258 km/h) alla quota di 4 800 ft (1 463 m), con un peso complessivo di 11 570 lb (5 259 kg) ottenuto equipaggiando l'esemplare con quattro bombe di profondità su supporti subalari, velocità salita a 172 mph (277 km/h) senza carico bellico. Un Albacore motorizzato Taurus II ed equipaggiato con un siluro raggiunse il peso di 11 100 lb (5 045 kg).
A fine produzione gli Albacore costruiti raggiunsero le 800 unità.

## Impiego operativo
L'episodio bellico che più riguarda le vicende italiane fu il tentativo di danneggiamento della nave da battaglia della Regia Marina Vittorio Veneto durante lo scontro di Gaudo del 28 marzo 1941, durante la quale un gruppo di Albacore venne mandato ad attaccare la squadra navale.

## Utilizzatori
Canada
- Royal Canadian Air Force

 Regno Unito
- Royal Air Force
- Fleet Air Arm

## Esemplari sopravvissuti
L'unico esemplare di cui sia nota l'esistenza ai giorni nostri è quello conservato al Fleet Air Arm Museum, ricavato dalla ricostruzione di due esemplari incidentati, gli N4389 ed N4172.